# Лос, Людо
Людо Лос (нидерл. Ludo Loos; 13 января 1955, Эссен, Антверпен — 1 марта 2019, Brasschaat, Фламандский регион) — бельгийский шоссейный велогонщик, выступавший на профессиональном уровне в 1976—1985 годах. Участник и призёр многих крупных гонок на шоссе своего времени, в том числе супермногодневок «Тур де Франс», «Джиро д’Италия», «Вуэльта Испании». Победитель одного из этапов «Тур де Франс».

## Биография
Людо Лос родился 13 января 1955 года в коммуне Эссен провинции Антверпен, Бельгия.
Впервые заявил о себе в велоспорте в 1973 году, выиграв серебряную медаль в гонке преследования на чемпионате Бельгии среди юниоров.
Дебютировал на профессиональном уровне в 1976 году, присоединившись к бельгийской команде EBO. В этом сезоне впервые принял участие в супермногодневке «Вуэльта Испании» — на отдельных этапах финишировал вторым, третьим и четвёртым, занял второе место в горной классификации и 11 место в генеральной классификации.
В 1977 году вновь проехал «Вуэльту»: на трёх этапах сумел попасть в десятку сильнейших, стал третьим в зачёте горовосходителей и четырнадцатым в общем зачёте. Отметился выступлением в однодневной классической гонке «Милан — Сан-Ремо».
В 1978 году в составе команды C&A впервые выступил на «Тур де Франс», но сошёл в ходе 15 этапа. Помимо этого, показал третий результат на «Гран-при дю Миди Либр», поучаствовал в таких престижных гонках как «Льеж — Бастонь — Льеж», «Флеш Валонь», «Тиррено — Адриатико» и вновь «Милан — Сан-Ремо».
Сезон 1979 года провёл в команде Splendor. Выступил в это время на «Тур де Франс» и «Вуэльте Испании» — в первом случае сошёл с дистанции уже на третьем этапе, тогда как во втором случае полностью проехал весь маршрут и занял в генеральной классификации 38 место. Среди прочих важных гонок этого сезона — «Тур Швейцарии».
В 1980 году в составе команды Marc-IWC-V.R.D показал один из самых значимых результатов своей спортивной карьеры, выиграв 18-й горный этап «Тур де Франс» — в одиночестве предпринял атаку и на финише привёз группе преследования 5:19 (в группе преследования находились его одноклубник Люсьен ван Импе, а также такие известные велогонщики как Робер Альбан, Жуакин Агостинью и действующий обладатель жёлтой майки лидера Йоп Зутемелк). В итоге Лос занял 18 место в генеральной классификации и стал вторым в классификации горняков, уступив только французу Раймону Мартену.
В сезоне 1981 года представлял немецкую команду Kotter’s, с ней впервые стартовал на супермногодневке «Джиро д’Италия» — сошёл в ходе 19-го этапа.
В 1983 году в составе Perlav-Eurosoap снова участвовал в «Джиро», на сей раз занял в общем зачёте 69 место.
Начиная с 1984 года представлял испанскую команду Dormilon Colchones, занял 38 место в генеральной классификации «Вуэльты Испании».
В 1985 году Лос стал пятым на «Вуэльте Мурсии», занял 34 место в генеральной классификации «Тура Страны Басков», тогда как на «Вуэльте Испании» в ходе четвёртого этапа столкнулся с выбежавшей на дорогу собакой — в результате падения получил перелом шейного позвонка, и эта травма фактически привела к завершению его спортивной карьеры. При этом он оставался в составе команды вплоть до 1986 года, сумел оправиться от травмы, но больше участия в гонках не принимал.
Умер в результате продолжительной болезни 1 марта 2019 года в Брасхате в возрасте 64 лет.